# 日本隆背八角魚
日本隆背八角魚（学名：Percis japonica）為輻鰭魚綱鮋形目杜父魚亞目八角魚科的其中一種深海魚類。其种加词“japonica”意为“日本的”。分布於北太平洋日本海至鄂霍次克海、白令海海域，棲息深度19-750公尺，體長可達42公分，棲息在沙石底質底層水域，生活習性不明。